# ظهير أحمد بابار
قائد القوات الجوية المارشال ظهير أحمد بابار سيدو (بالأردية: ظہیر احمد بابر سدھو، من مواليد 16 أبريل 1965) هو ضابط عسكري باكستاني يشغل منصب رئيس الأركان الجوية للقوات الجوية الباكستانية، في منصبه منذ 19 مارس 2021. في 19 مارس 2021، تولى بابار قيادة القوات الجوية الباكستانية من سلفه مجاهد أنور خان.
تم منح ظهير تمديدًا لمدة عام واحد لفترة ولايته في 17 مارس 2024، مما جعله ثاني رئيس في تاريخ القوات الجوية الباكستانية يتلقى مثل هذا التمديد بعد أنور شميم، الذي حصل على تمديد خلال الحكومة العسكرية للجنرال محمد ضياء الحق في عام 1981.
في نوفمبر 2024، قامت حكومة باكستان بمراجعة مدة ولاية رؤساء الخدمات في القوات المسلحة الباكستانية من ثلاث سنوات إلى خمس سنوات، مما أدى بالتالي إلى تمديد فترة ولاية سيدو كرئيس للقوات الجوية حتى مارس 2026.
تحت قيادة سيدو، نفذت القوات الجوية الباكستانية أربع غارات جوية عبر الحدود ضد جماعات إرهابية مختلفة متورطة في أنشطة ضد الدولة الباكستانية. ويشمل ذلك غارات جوية باكستانية في أفغانستان عام 2022، وغارات جوية باكستانية في إيران عام 2024، وغارات جوية باكستانية في أفغانستان في مارس 2024، وغارات جوية باكستانية في أفغانستان في ديسمبر 2024.

## الحياة المبكرة والتعليم
وُلِد بابار سيدو في 16 أبريل 1965 في عائلة جات البنجابية من عشيرة سيدو.
كان والده حكيم غلام محمد عالمًا دينيًا وتنحدر العائلة في الأصل من قرية سيده في منطقة غوجارات في البنجاب. انتُخب شقيقه شودري ناصر أحمد عباس لعضوية الجمعية الوطنية الباكستانية من الدائرة الانتخابية NA-65 جوجرات-IV على بطاقة الرابطة الإسلامية الباكستانية (ن) في الانتخابات العامة الباكستانية عام 2024.
ولدراساته العليا التحق بمدرسة قادة القتال وكلية الحرب الجوية والكلية الملكية للدراسات الدفاعية في المملكة المتحدة.